# 李元皇
李元皇（越南语：／；？—1221年），姓名不詳，是越南李朝皇帝李英宗的兒子。
他最初被封為惠文王（越南语：／）。建嘉四年（1214年），李惠宗討伐專權的陳嗣慶，但戰敗，逃離昇龍。陳嗣慶入城後，三月，擁立惠文王在天安殿即位，改元乾寧，稱元皇。不過流亡中的李惠宗仍具有一定影響力，下詔各地討伐陳嗣慶。
四月，陳嗣慶發兵攻打阮嫩，掠奪官府金銀貨物，迎元皇到利仁行宫，並派賴靈焚毀昇龍宫室十九所。
建嘉六年（1216年），李惠宗前往陳嗣慶軍中，陳嗣慶迎回昇龍復位，元皇仍降為惠文王。建嘉十一年（1221年）季夏，惠文王病卒。李惠宗輟朝五日、清膳三日，以示哀悼。